# Тетрапалладийтрилантан
Тетрапалладийтрилантан — бинарное неорганическое соединение
палладия и лантана
с формулой La3Pd4,
кристаллы.

## Получение
- Сплавление стехиометрических количеств чистых веществ:

{\displaystyle {\mathsf {4Pd+3La\ {\xrightarrow {T}}\ La_{3}Pd_{4}}}}

## Физические свойства
Тетрапалладийтрилантан образует кристаллы
тригональной сингонии,
пространственная группа R 3,
параметры ячейки a = 1,3860 нм, c = 0,5848 нм, Z = 6,
структура типа тетрапалладийтриплутония Pu3Pd4
.